# Салов, Евгений Иванович
Евгений Иванович Салов (род. 30 октября 1948) — российский государственный деятель. Председатель Государственного Совета — Хасэ Республики Адыгея с января 1996 по март 2001 года. Член Совета Федерации Федерального Собрания РФ, депутат четырёх созывов в Государственный совет-Хасэ Республики Адыгея. Член Союза писателей России. Заслуженный журналист Республики Адыгея. Кандидат философских наук.

## Биография
Родился 30 октября 1948 года в с. Айдинбулаг Нухинского района Азербайджанской ССР; окончил исторический факультет Ростовского государственного университета в 1973 году., факультет журналистики МГУ им. М. В. Ломоносова и аспирантуру Московского государственного педагогического института по специальности «история» в 1989 г., Российскую академию государственной службы в 2000 году.

### Ранние годы
Родился в Азербайджане, в русском селе Родниковка, по-азербайджански Айдинбулаг (ясный родник). По национальности — русский. Детство провёл на хуторе Широчанка Ейского района Кубани. Писал стихи со второго класса. Отрочество и юность прошли в посёлке Первомайском Тульского района (ныне Майкопского).

### Трудовая деятельность
- с 1966 года работал электросварщиком, спортинструктором, комсоргом в Первомайском леспромхозе (пос. Первомайский Адыгейской автономной области);
- 1967—1972 — литературный сотрудник, заведующий отделом районной газеты «Маяк»;
- 1972—1973 — учитель истории и общестоведения в средней школе;
- 1973—1974 — служба в Советской Армии оператором спецподразделения Ракетных войск стратегического назначения;
- 1974—1976 — учитель истории и обществоведения Первомайской средней школы № 9;
- 1976—1978 — заведующий отделом редакции районной газеты «Маяк» (Майкопский район);
- 1978—1983 — старший корреспондент, заведующий отделом редакции областной газеты газеты «Адыгейская правда»;
- 1979—1988 — ответственный секретарь областной организации Союза журналистов СССР;
- в 1986 году принимал участие в ликвидации последствий катастрофы на Чернобыльской АЭС на Украине, (Майор запаса, заместитель командира полка гражданской обороны);
- 1983—1992 — заместитель председателя (главный редактор) Адыгейского областного комитета по телевидению и радиовещанию;
- 1992—1995 — заместитель председателя государственной телерадиокомпании Республики Адыгея;
- народный депутат Майкопского городского Совета (1985—1990).

### На высших государственных должностях
- депутат Верховного Совета Республики Адыгея (1991—1996);
- с ноября 1993 г. депутат Законодательного собрания (Хасэ) — Парламента Республики Адыгея,
- с июня 1995 г. — заместитель председателя Законодательного собрания (Хасэ) — Парламента Республики Адыгея;
- с декабря 1995 года был избран депутатом;
- январь 1996 — март 2001 — председатель Государственного Совета — Хасэ Республики Адыгея второго созыва;
- января 1996 — апрель 2001 — член Совета Федерации Федерального Собрания Российской Федерации, являлся заместителем председателя Комитета по науке, культуре, образованию, здравоохранению и экологии; был вице-президентом Парламентской ассамблеи Черноморского экономического сотрудничества (ПАЧЭС);
- март 2001 — март 2006 — председатель комитета по социальной политике и здравоохранению Совета Республики Государственного Совета — Хасэ Республики Адыгея третьего созыва
- март 2006 — март 2011 — председатель комитета по культуре, спорту, СМИ, и взаимодействию с общественными организациями Государственного Совета — Хасэ Республики Адыгея четвёртого созыва
- март 2011 — март 2016 (истекают полномочия) Председатель комитета по культуре, семьи и взаимодействию с общественными организациями Государственного Совета — Хасэ Республики Адыгея
- 1-й секретарь Адыгейского республиканского комитета КПРФ.

Член Союза писателей; член Союза журналистов России, избирался секретарем Адыгейской областной и членом правления Краснодарской краевой организаций Союза журналистов СССР (1979—1988); член редколлегии журнала «Литературная Адыгея»; Заслуженный журналист Республики Адыгея. Автор 15 книг поэзии и прозы в том числе — «На Майкопском направлении», «Адыгея-Чернобыль: космический транзит», «Фрески», «Третий ангел», «Тиргатая Меотийская», «Журавлиный крик», «Заповедная граница», повестей «Калиновый яр», «Березовая тишина», «Девичий камень», «Ласковое лето», а также других рассказов и очерков, опубликованных в литературных сборниках и журналах.
Является членом Межреспубликанского союза «Чернобыль».
На выборах в Государственную думу Федерального Собрания РФ VII созыва (2016 год) баллотировался по 1 Адыгейскому одномандатному избирательному округу, Республика Адыгея.
В 2022 году подписал письмо в поддержку российского военного вторжения на Украину.

## Награды
- Медаль «За спасение погибавших»
- Медаль «В ознаменование 100-летия со дня рождения Владимира Ильича Ленина» (6 апреля 1970)
- Медаль «Слава Адыгеи»,
- Почётным знаком Государственного Совета-Хасэ Республики Адыгея «Закон. Долг. Честь»,
- Почётной грамотой Государственного Совета — Хасэ Республики Адыгея.
- Знак МЧС «Участнику ликвидации последствий аварии на Чернобыльской АЭС»

## Семья, увлечения
- Женат. Жена — учительница. Имеет дочь и сына. Увлечения: горный туризм, плавание, баскетбол, дачное садоводство. Владеет немецким языком.